# ميخائيل رودي
ميخائيل رودي (بالفرنسية: Mikhail Rudy)‏ هو عازف بيانو فرنسي، ولد في 3 أبريل 1953 في طشقند في أوزبكستان.

## وصلات خارجية
- الموقع الرسمي
- ميخائيل رودي على موقع ميوزك برينز (الإنجليزية)
- ميخائيل رودي على موقع أول ميوزيك (الإنجليزية)
- ميخائيل رودي على موقع ديسكوغز (الإنجليزية)